# الإدارة جدارة

شعار البرنامج التي تم إلغائه

الإدارة جدارة برنامج تلفزيون الواقع يسلط الضوء على عالم المال والأعمال في الشركات الكبرى ويعتمد على كفاءة المشتركين وذكائهم.
البرنامج هو النسخة العربية من البرنامج الأمريكي "The Apprentice" الذي يقدمه الملياردير الأمريكي دونالد ترامب على قناة إن.بي.سي، ولاقى نجاحا كبيرا. وهو من أختراع وتوزيع شركة فريمنتل العالمية.
كان من المقرر أن يقدمه رجل الأعمال الإماراتي، ورئيس مجلس إدارة شركة إعمار محمد العبار، على قناة ال بي سي عام 2005؛ إلا أن بسبب بعض المشاكل قررت إدارة القناة إلغاء البرنامج بعد أن تم عرض عدة إعلانات له وفتح التسجيل للراغبين للاشتراك به.

## قواعد البرنامج
يتم اختيار 16 مشتركا من عدة دول عربية، وسيخضعوا لتجربة مدتها شهرين يقوم فيها السيد محمد العبار بكل حلقة بتوزيع المهام الإدارية التي يجب على المشتركين إنجازها ضمن مدة زمنية محددة، حيث يصارع المشتركين كل صراعات السوق بالإضافة إلى مواقف صعبة سيمرون بها وسيرون كيف يستطيعون اجتيازها مع المحافظة على أخلاقيات المهنة.
في الحلقة الأولى يتم تقسيم المشتركين إلى فريقان، يتنافسان ضد بعضهما في تنفيذ المهمة ذاتها التي يعلنها لهما العبار. وكل مراحل تخطيط، تنفيذ ونتائج المهمة تتم تحت أنظار وتقييم مشتشاران اثنان يعتبران يد العبار اليمنى.
وبعد كل مهمة يحدد العبار من هو الشخص الذي لم يتمكن من تأدية مهامه أو من كان الأسوأ ليخرج من المنافسة. هذا يتم في داخل قاعة اجتماعات، يكون فيها الفريق الخاسر مع العبار واثنين من المستشارين، يسعدونه في إتخاذ القرار الأنسب.
وبعد إعلان اسم الشخص الذي سيغادر، يتم إعطاء المتسابقين الباقين التوجيهات وما هي المهام التي يجب تنفيذها وهكذا، حتى يظل المتسابق الأخير ليحصل على وظيفة في شركة إعمار يصل راتبه فيها إلى 300.000 دولار أمريكي في العام أي بواقع 25.000 دولار في الشهر.

## اختيار المشتركين
كان على الراغبين بالمشاركة، القيام بتعبئة استمارة خاصة بالبرنامج موجودة في الإنترنت وإرسالها مع صور شمسية بالإضافة إلى شريط فيديو مدته عشرة دقائق يتكلم فيه عن نفسه، وكان من المفترض تحديد مرحلة للمقابلة في بعض الدول العربية. ومن الشروط الضرورية أن يكون عمر المشترك بين 20-35 سنة وحاصل على شهادة جامعية في تخصص ما.

## إلغاء البرنامج
قرر مجلس إدارة شركة إعمار أن من الأنسب عدم تقديم العبار للبرنامج، بسبب زياراته للأراضي الفلسطينية المحتلة ولقائه عدة مسؤولين إسرائيليين، حيث عرض عليهم شراء المستوطنات التي اخليت بعد انسحاب إسرائيل من قطاع غزة. وبحسب إدارة الشركة، فهذا الأمر سيضر بصورة وسمعة المجموعة أمام الرأي العام العربي والإماراتي. كما قيل أيضا أن كلفة إنتاجه العالية وتسليط الضوء على شخصية محمد العبار بدل من شركة إعمار أدى إلى قرار إلغاء المشاركة من قبل مجلس إدارة المجموعة.